# Klimatförändring
Klimatförändring är variationer av jordens klimat över tiden, lokalt eller globalt, som bildar en trend över tidsperioder som sträcker sig alltifrån decennier till miljontals år. I modernt språkbruk används termen främst för att beskriva den senaste tidens klimatförändringar, i synnerhet den temperaturstegring som kallas global uppvärmning.
Förändringar av klimatet kan ha naturliga orsaker som variationer i solaktivitet eller geologiska processer men kan också vara antropogena. Fenomenet global avkylning som förekom under istiderna, räknas också in under begreppet klimatförändring.

## Forskning om klimatförändringar
Forskning om klimatförändringar kräver samarbeten mellan många olika vetenskapliga discipliner, inklusive meteorologi, geologi, vulkanologi, fysik och statistik. Komplexiteten i beräkningarna är mycket hög. De resulterande klimatförändringsmodellerna blir dock allt bättre.
Mer aktuell data uppmäts med olika mätinstrument. Man har med hjälp av generella cirkulationsmodeller närmat sig det via teoretiska matchningar och med befintliga data gjort projiceringar på hur det framtida klimatet kommer att se ut.

## Möjliga orsaker till naturliga klimatförändringar

Olika orsaker till klimatförändringar.

### Kontinentaldrift
När kontinenter ändrar position i förhållande till varandra enligt teorin om plattektonik, kommer landmassorna att påverka klimatet. Kontinenterna som vi känner dem idag har inte alltid legat där de ligger, för 150 miljoner år sedan fanns superkontinenterna Laurasien och Gondwana. Det fanns till exempel is där Sahara ligger idag eftersom land reflekterar mera solljus än vad vatten gör, vilket kan leda till en lokal avkylning. Plattornas rörelser gör även att berg bildas eller att landet höjs och havens form förändras. Detta hände till exempel för tre miljoner år sedan, då Panamanäset bildades och stängde av utbytet av vatten mellan Atlanten och Stilla havet.

### Variationer i solaktivitet
Solen, som är den energikälla som är grunden för livets existens på jorden och som dikterar många klimatförhållanden, uppvisar oregelbundenheter i sin aktivitet. Solens aktivitet påverkar molnbildningen i jordatmosfären och därigenom temperaturen. Det är troligt att lilla istiden, tre perioder av nedkylning i Europa från början av 1400-talet till mitten av 1800-talet, berodde på en minskning i energin som jorden tog emot från solen på grund av större molnmängder. Korrelationen mellan mängden solfläckar och temperaturen på jorden är hög.

### Vulkanisk aktivitet
Stora vulkaniska utbrott kan få återverkningar på miljön, då stora mängder aska och gas slungas upp i atmosfären. Dessa kan finnas kvar i flera år och bilda partiklar som reflekterar en större del av solljuset, vilket leder till en avkylning av jordytan.

### Störningar i den termohalina cirkulationen

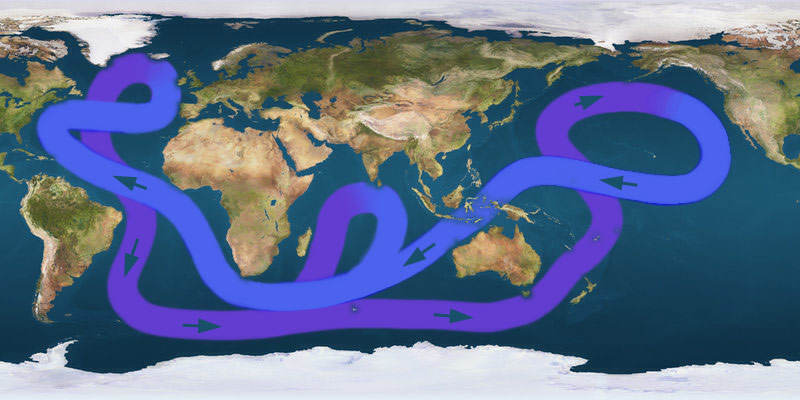
Förenklad bild av det termohalina transportbandet i världshaven. Kalla djuphavsströmmar med hög salthalt rör sig åt öster (mörkblått) och ytliga havsströmmar med lägre salthalt åt väster (ljusblått).

De havsströmmar i djuphavet som distribuerar värme från lägre breddgrader upp mot polerna, utgör det som kallas termohalin cirkulation. En känd del av detta globala "transportband" är golfströmmen. Störningar i denna balanserande funktion kan ge oöverskådliga konsekvenser för det globala klimatet. Fenomenet El Niños orsaker är ännu inte klarlagda, men dess frekvens i modern tid verkar ha ökat i takt med antropogena aktiviteter.

### Variationer i jordens omloppsbana
Paleoklimatologer har bland annat genom borrkärnor i is kunnat se att klimatet verkar följa flera olika långvariga cykler med olika långa intervall, från 10 000- till 100 000-årscykler. Sådana variationer kan också iakttagas i kärnor tagna från havsbotten och i stalaktiter från grottor. Den serbiske matematikern och astrofysikern Milutin Milanković hittade ett samband mellan jordens istider och jordens läge i förhållande till solen. Benämningen på den samlade effekten av de ändringar som jordens rörelser i banan får på klimatet kallas Milanković-cykler och får till följd att jorden tar emot olika mängder av solljus vid olika tider på året och på olika platser, något som kan utlösa istider och perioder av värme.
Förändringar i solinstrålning orsakad av jordens banrörelser har inte bara direkta effekter på klimatet utan kan även medföra indirekta följder för växthusgaser som koldioxid. Pälike et al. har tittat närmare på klimatet under oligocen – en nyckelperiod i jordens transformation från en varm värld närapå fri från istäcken på höga latituder till en med kvarstående nedisning i Antarktis. De fick ihop en detaljrik, 13 miljoner år lång uppteckning av syre- och kolisotoper, som omfattar hela oligocen. Utgående från en lådmodell över kolcykeln visar de hur den globala kolcykeln kan förstärka långtids solinstrålningen och stämma av de kortperiodiska på ett sätt som är i huvudsak kontrollerat av uppehållstiden för kolet i oceanerna.

### Övriga naturliga påverkningar
Nedkylning i Europa från början av 1400-talet till mitten av 1800-talet kan ha berott på en minskning av jordens energiupptag från solen på grund av större molnmängder.

## Klimatförändringar orsakade av mänskliga aktiviteter
Den pågående uppvärmningen av jordens atmosfär och yta är, enligt de flesta klimatforskare, en effekt av mänskliga aktiviteter.

### Ökade halter av växthusgaser
See or edit source data. 

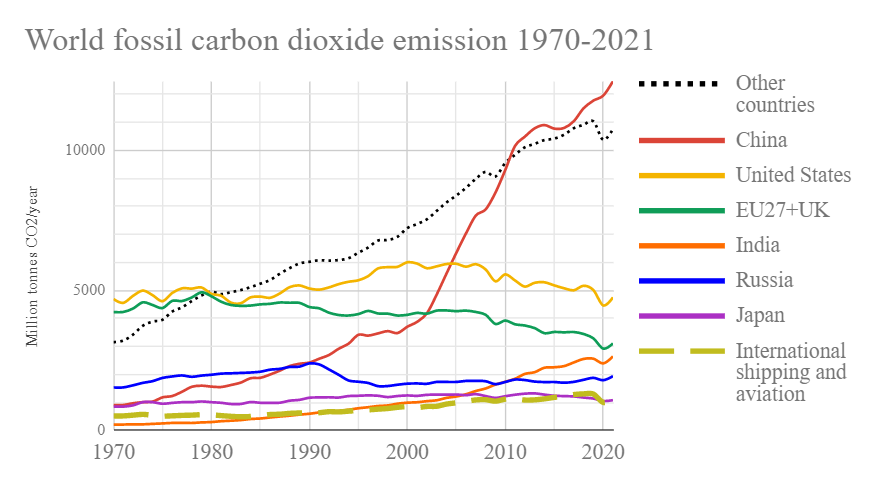
Världens CO_{2}-utsläpp sedan 1970 (bl.a. för de sex länder och konfederationer som släppte ut mest).

CO2-utsläpp per capita och land sedan år 1900.
Sedan den industriella revolutionen tog fart i början på 1800-talet har människan främst genom förbränning av fossila bränslen ökat halten av koldioxid och andra växthusgaser i atmosfären. Detta kan vara den största orsaken till de senaste decenniernas temperaturstegring. Vid en temperaturstegring frigörs även fler växthusgaser i atmosfären genom att till exempel områden med permafrost tinar upp.

### Landexploatering
I takt med befolkningsexplosionen i världen, tar människan allt mer land i anspråk, samt förändrar jorden. Konstbevattning, jordbruk – framför allt boskapsuppfödning – och avskogning påverkar radikalt de naturliga förutsättningarna. Ett exempel är den numera till stor del uttorkade centralasiatiska insjön Aralsjön, som under ett par årtionden tömts på vatten då man började utnyttja sjön för bevattning.

### Aerosoler
Aerosoler i atmosfären, främst av antropogent ursprung, kan ha en avkylande inverkan på klimatet. Moln innehållande stora mängder aerosoler har generellt sett molndroppar av mindre storlek, men istället en större mängd av dessa. Detta gör att deras reflektionsförmåga (albedo) ökar och en större mängd av solstrålningen kommer att reflekteras tillbaka ut i rymden. Aerosoler kan ha orsakat en svacka i jordens uppvärmning mellan 1960 och 1990. Aerosoler är dock till över 90 procent av naturligt ursprung som till exempel ökensand, pollen och damm från jordar. Aerosoler kan färdas långa sträckor och har återfunnits i isen i polartrakterna. Aerosoler som deponeras på is får en uppvärmande effekt.